# Alexander von Koller
Alexander von Koller (Praga, 3 giugno 1813 – Baden, 29 maggio 1890) è stato un generale e politico austriaco.

## Biografia
Alexander von Koller era figlio del barone Franz von Koller, architetto militare dell'impero austriaco, e di Johanna von Gränzenstein. Suo padre nel 1809 aveva ottenuto il titolo nobiliare baronale ereditario. Nel 1846 Alexander von Koller sposò Auguste Raymann dalla quale ebbe due figli, Alexander e Johanna.
Intrapresa la carriera militare, Alexander iniziò la propria formazione tra le file degli ussari. Nel 1848 fu Ordonnanzoffizier e prese parte alla Prima guerra d'indipendenza italiana e nello specifico partecipò alle battaglie di Sommacampagna, Salizone, Custoza. Nel 1849 prese parte ad altri scontri come le battaglie di San Siro e Gambolò. Nella campagna del 1859 venne insignito della croce di cavaliere dell'Ordine Imperiale di Leopoldo per i servizi prestati e nel 1866 ottenne la II classe dell'Ordine della Corona Ferrea oltre ad essere promosso Feldmarschalleutnant e venne assunto nel 5º reggimento di corazzieri dell'imperatore Nicola I di stanza a Praga, motivo per cui fu poi nominato cavaliere di I classe dell'ordine della corona ferrea e Consigliere Privato dell'Imperatore. Passato all'ufficio del comandante militare di Presburgo venne nominato governatore e comandante generale della Boemia nel 1871 e qui ricevette la gran croce dell'Ordine di Leopoldo. Nel 1873 venne promosso Generale di Cavalleria e nel 1874 divenne Ministro della Guerra dell'Impero austro-ungarico. Si ritirò dal servizio attivo nel 1876 e ricevette anche la gran croce dell'Ordine reale di Santo Stefano d'Ungheria. Numerose città boeme gli concessero la cittadinanza onoraria.
Il 29 maggio 1890 von Koller morì nella città di Baden, non lontano da Vienna, ed i funerali si svolsero in forma solenne il 31 maggio a Vienna, cerimonia alla quale prese parte lo stesso imperatore Francesco Giuseppe d'Austria.